# 4080 Galinskij
4080 Galinskij è un asteroide della fascia principale. Scoperto nel 1983, presenta un'orbita caratterizzata da un semiasse maggiore pari a 2,1936277 UA e da un'eccentricità di 0,2102847, inclinata di 3,79905° rispetto all'eclittica.